# Hélène Champvent
Marguerite Hélène Buvelot, beter bekend onder het pseudoniem Hélène Champvent (Napels, 1 maart 1891 - Lausanne, 23 november 1974), was een Zwitserse schrijfster.

## Biografie
Marguerite Hélène Buvelot was een dochter van Alexandre Gabriel Buvelot, een handelaar, en van Emma Philippine Griolet. Ze bracht haar kinder- en schooltijd door in een pensionaat in Morges. Ze huwde tweemaal, een eerste maal in 1913 met Bernard de Mestral en een tweede maal in 1922 met René Auberjonois. Via haar tweede echtgenoot kwam ze in contact met verscheidene artiesten en schrijvers. Na haar scheiding en de dood van haar dochter Micheline (1913-1938) begon ze rond 1940 begon zelf te schrijven. Ze werd daartoe ook aangemoedigd door collega's zoals Gustave Roud en Catherine Colomb. In totaal zou ze vijf boeken uitbrengen: Enfance (1941), Destinée (1941), Le Compagnon (1950), Clair-Obscur (1953) en L'Insaisissable autrui (1958), waarmee ze in 1960 de Prix du Livre vaudois zou winnen. Ze was tevens lid van de Zwitserse vereniging van schrijvers en de vereniging van schrijvers van het kanton Vaud, waarvan ze van 1944 tot 1945 secretaresse was.

## Werken
- (fr)  Enfance, 1941.
- (fr)  Destinée, 1941.
- (fr)  Le Compagnon, 1950.
- (fr)  Clair-Obscur, 1953.
- (fr)  L'Insaisissable autrui, 1958.

- Gemeinsame Normdatei: 1035621231
- Historisch woordenboek van Zwitserland: 016034
- Système universitaire de documentation: 181796783
- Virtual International Authority File: 122185757